# Macropygia
Macropygia és un gènere d'ocells de la família dels colúmbids (Columbidae ). El seus membres es coneixen com tórtora cucut.

## Descripció i distribució
Són de cua llarga, oscil·len entre 27 i 45 cm de longitud i tenen el plomatge marró. El gènere ara va des de l'Índia i la Xina a través d'Indonèsia i Filipines fins a Vanuatu i Austràlia, encara que es van originar a Amèrica del Nord i del Sud.

## Taxonomia
El gènere Macropygia va ser introduït el 1837 pel naturalista anglès William Swainson. El nom combina el grec antic «makros» que significa “llarg” o “profund” i «-pugios» que significa “carpó”. L'espècie tipus és la tórtora cucut bruna (Macropygia phasianella).
Segons la Classificació del Congrés Ornitològic Internacional (versió 14.2, 2024) aquest gènere està format per 15 espècies:
- tórtora cucut becfina (Macropygia amboinensis).
- tórtora cucut rogenca (Macropygia emiliana).
- tórtora cucut de Mackinlay (Macropygia mackinlayi).
- tórtora cucut grossa (Macropygia magna).
- tórtora cucut becnegra (Macropygia nigrirostris).
- tórtora cucut bruna (Macropygia phasianella).
- tórtora cucut menuda (Macropygia ruficeps).
- tórtora cucut de les Andaman (Macropygia rufipennis).
- tórtora cucut de les Filipines (Macropygia tenuirostris).
- tórtora cucut barrada (Macropygia unchall).
- tórtora cucut sultà (Macropygia doreya).
- tórtora cucut de Enggano (Macropygia cinnamomea).
- tórtora cucut de Barusan (Macropygia modiglianii).
- tórtora cucut de Tanimbar (Macropygia timorlaoensis).
- tórtora cucut de Flores (Macropygia macassariensis).